# Herbie Hide
Herbie Hide (nacido como Herbert Okechukwu Maduagwu el 27 de agosto de 1971 en Owerri, Nigeria) es un boxeador británico de descencia nigeriana que actualmente pelea en la categoría peso crucero. Fue en dos ocasiones campeón del mundo del peso pesado para la Organización Mundial de Boxeo, entre 1997 y 1999.

## Biografía
Nació en Owerri (Nigeria), pero siendo un niño se fue a Inglaterra. Fue educado en el colegio Glebe House & Nursery prep y Cawston College. La mayoría del tiempo peleó como peso pesado, pero más tarde cambió al peso crucero. Comenzó en 1989 ganando en el segundo asalto para continuar ganando los siguientes 26 combates, antes de ser derrotado por Riddick Bowe en 1995 en el que perdió el título que había ganado de la Organización Mundial de Boxeo un año antes. El 28 de junio de 1997 volvió a conseguir el mismo título y lo defendió exitosamente hasta dos años más tarde cuando lo perdió ante Vitali Klitschko.
Poco tiempo después se pasó a la categoría peso crucero donde obtuvo ante Mikhail Nasyrov el título internacional del Consejo Mundial de Boxeo. Dicho título lo defendió en tres ocasiones más.

## Récord profesional
| Res. | Récord | Rival                 | Tipo | Ronda, tiempo | Fecha      | Localidad                                          | Notas                                                       |
| ---- | ------ | --------------------- | ---- | ------------- | ---------- | -------------------------------------------------- | ----------------------------------------------------------- |
| V    | 49–4   | Wayne Brooks          | UD   | 3             | 30-04-2010 | York Hall, Londres, Inglaterra                     | Prizefighter 11: cuartos de final del peso crucero          |
| V    | 48–4   | Gabor Halasz          | TKO  | 3 (4), 2:23   | 26-06-2009 | Hermann-Neuberger-Halle, Völklingen, Alemania      |                                                             |
| V    | 47–4   | Sandro Siproshvili    | UD   | 8             | 06-03-2009 | Kugelbake-Halle, Cuxhaven, Alemania                |                                                             |
| V    | 46–4   | Lukasz Rusiewicz      | UD   | 6             | 18-11-2008 | Kugelbake-Halle, Cuxhaven, Alemania                |                                                             |
| V    | 45–4   | Aleksejs Kosobokovs   | RTD  | 3 (8), 3:00   | 04-10-2008 | Norfolk Showground, Norwich, Inglaterra            |                                                             |
| V    | 44–4   | Nuri Seferi           | UD   | 12            | 04-07-2008 | Büyük Anadolu Termal Hotel, Ankara, Turquía        | Retiene el título WBC International del peso cruiser        |
| V    | 43–4   | Ehinomen Ehikhamenor  | UD   | 12            | 30-05-2008 | Pabellón Lasesarre, Baracaldo, España              | Retiene el título WBC International del peso cruiser        |
| V    | 42–4   | Rüdiger May           | TKO  | 2 (12), 1:47  | 11-03-2008 | Maritim Hotel, Halle, Alemania                     | Retiene el título WBC International del peso cruiser        |
| V    | 41–4   | Mikhail Nasyrov       | TKO  | 6 (12), 1:30  | 23-12-2007 | Maritim Hotel, Halle, Alemania                     | Gana el vacante título WBC International del peso cruiser   |
| V    | 40–4   | Mircea Telecan        | TKO  | 1 (8), 1:16   | 21-09-2007 | Hansehalle, Lübeck, Alemania                       |                                                             |
| V    | 39–4   | Aleh Dubiaha          | KO   | 1 (8), 1:23   | 16-06-2007 | Atatürk Sport Hall, Ankara, Turquía                |                                                             |
| V    | 38–4   | Pavol Polakovic       | KO   | 6 (8), 1:30   | 27-04-2007 | Arena Gym, Hamburgo, Alemania                      |                                                             |
| V    | 37–4   | Valeri Semiskur       | KO   | 1 (6), 2:35   | 24-03-2007 | Alsterdorfer Sporthalle, Hamburgo, Alemania        |                                                             |
| V    | 36–4   | Mitch Hicks           | TKO  | 1 (4), 1:24   | 23-09-2006 | Convention Center, Fort Smith, Arkansas, US        |                                                             |
| D    | 35–4   | Mindaugas Kulikauskas | RTD  | 3 (8), 3:00   | 12-03-2004 | Nottingham Arena, Nottingham, Inglaterra           |                                                             |
| V    | 35–3   | Alexander Vasiliev    | TKO  | 5 (10), 1:15  | 04-10-2003 | Alexandra Palace, Londres, Inglaterra              |                                                             |
| V    | 34–3   | Joseph Chingangu      | KO   | 1 (8), 2:33   | 27-05-2003 | Goresbrook Leisure Centre, Londres, Inglaterra     |                                                             |
| V    | 33–3   | Derek McCafferty      | TKO  | 7 (8), 1:27   | 16-04-2003 | Nottingham Arena, Nottingham, Inglaterra           |                                                             |
| D    | 32–3   | Joseph Chingangu      | TKO  | 2 (8)         | 22-09-2001 | Telewest Arena, Newcastle, Inglaterra              |                                                             |
| V    | 32–2   | Alexey Osokin         | TKO  | 3 (8), 1:31   | 14-07-2001 | Liverpool Olympia, Liverpool, Inglaterra           |                                                             |
| D    | 31–2   | Vitali Klitschko      | KO   | 2 (12), 1:14  | 26-06-1999 | London Arena, Londres, Inglaterra                  | Pierde el título WBO del peso pesado                        |
| V    | 31–1   | Wilhelm Fischer       | TKO  | 2 (12), 1:04  | 26-09-1998 | Sports Village, Norwich, Inglaterra                | Retiene el título WBO del peso pesado                       |
| V    | 30–1   | Damon Reed            | TKO  | 1 (12), 0:52  | 18-04-1998 | NYNEX Arena, Manchester, Inglaterra                | Retiene el título WBO del peso pesado                       |
| V    | 29–1   | Tony Tucker           | TKO  | 2 (12), 2:45  | 28-06-1997 | Sports Village, Norwich, Inglaterra                | Gana el vacante título WBO del peso pesado                  |
| V    | 28–1   | Frankie Swindell      | KO   | 1 (8)         | 09-11-1996 | NYNEX Arena, Manchester, Inglaterra                |                                                             |
| V    | 27–1   | Michael Murray        | TKO  | 6 (10)        | 06-07-1996 | NYNEX Arena, Manchester, Inglaterra                |                                                             |
| D    | 26–1   | Riddick Bowe          | KO   | 6 (12), 2:25  | 11-03-1995 | MGM Grand Garden Arena, Paradise, Nevada, US       | Pierde el título WBO del peso pesado                        |
| V    | 26–0   | Michael Bentt         | KO   | 7 (12), 2:50  | 19-03-1994 | The Den, Londres, Inglaterra                       | Gana el título WBO del peso pesado                          |
| V    | 25–0   | Jeff Lampkin          | TKO  | 2 (12)        | 04-12-1993 | Superbowl, Sun City, Sudáfrica                     | WBC International heavyweight title                         |
| V    | 24–0   | Mike Dixon            | TKO  | 9 (12)        | 06-11-1993 | York Hall, Londres, Inglaterra                     | Gana el vacante título WBC International del peso pesado    |
| V    | 23–0   | Everett Martin        | PTS  | 10            | 18-09-1993 | Granby Halls, Leicester, Inglaterra                |                                                             |
| V    | 22–0   | Jerry Halstead        | TKO  | 4 (12)        | 11-05-1993 | Sports Village, Norwich, Inglaterra                | Gana el vacante título World Boxing Board del peso pesado   |
| V    | 21–0   | Michael Murray        | TKO  | 5 (12)        | 27-02-1993 | Goresbrook Leisure Centre, Londres, Inglaterra     | Gana el vacante título Británico del peso pesado            |
| V    | 20–0   | Juan Antonio Díaz     | TKO  | 3 (10), 1:32  | 30-01-1993 | International Centre, Brentwood, Inglaterra        | Gana el vacante título WBA Pentacontinental del peso pesado |
| V    | 19–0   | James Pritchard       | TKO  | 2 (10)        | 12-12-1992 | Alexandra Palace, Londres, Inglaterra              |                                                             |
| V    | 18–0   | Craig Petersen        | TKO  | 6 (12)        | 06-10-1992 | Sportpaleis, Antwerp, Bélgica                      | Retiene el título WBC International del peso pesado         |
| V    | 17–0   | Jean Chanet           | TKO  | 8 (10)        | 08-09-1992 | Sports Village, Norwich, Inglaterra                |                                                             |
| V    | 16–0   | Percell Davis         | KO   | 1 (10)        | 03-03-1992 | Jaap Edenhal, Ámsterdam, Holanda                   |                                                             |
| V    | 15–0   | Conroy Nelson         | TKO  | 2 (12), 0:35  | 21-01-1992 | Sports Village, Norwich, Inglaterra                | Gana el vacante título WBC International del peso pesado    |
| V    | 14–0   | Chris Jacobs          | KO   | 1 (10), 2:28  | 29-10-1991 | STAR Centre, Cardiff, Gales                        |                                                             |
| V    | 13–0   | Eddie Gonzales        | KO   | 2 (10)        | 15-10-1991 | Hamburgo, Alemania                                 |                                                             |
| V    | 12–0   | Tucker Richards       | TKO  | 3 (8), 2:50   | 03-07-1991 | International Centre, Brentwood, Inglaterra        |                                                             |
| V    | 11–0   | John Westgarth        | TKO  | 4 (8)         | 14-05-1991 | Town Hall, Dudley, Inglaterra                      |                                                             |
| V    | 10–0   | David Jules           | TKO  | 1 (8)         | 09-04-1991 | Grosvenor House Hotel, Londres, Inglaterra         |                                                             |
| V    | 9–0    | Lennie Howard         | TKO  | 1 (10)        | 29-01-1991 | Hudsons Sports Centre, Wisbech, Inglaterra         |                                                             |
| V    | 8–0    | Steve Lewsam          | TKO  | 1 (6), 2:28   | 18-11-1990 | National Exhibition Centre, Birmingham, Inglaterra |                                                             |
| V    | 7–0    | Gus Mendes            | KO   | 2 (6)         | 17-10-1990 | York Hall, Londres, Inglaterra                     |                                                             |
| V    | 6–0    | Jonjo Greene          | TKO  | 1 (8)         | 26-09-1990 | Bowlers Exhibition Centre, Manchester, Inglaterra  |                                                             |
| V    | 5–0    | Steve Lewsam          | TKO  | 4 (6), 1:40   | 05-09-1990 | Brighton Centre, Brighton, Inglaterra              |                                                             |
| V    | 4–0    | Alex Penarski         | TKO  | 3 (6), 2:18   | 27-06-1990 | Royal Albert Hall, Londres, Inglaterra             |                                                             |
| V    | 3–0    | Steve Osborne         | TKO  | 6 (6)         | 19-12-1989 | York Hall, Londres, Inglaterra                     |                                                             |
| V    | 2–0    | Gary McCrory          | TKO  | 1 (6)         | 05-11-1989 | Royal Albert Hall, Londres, Inglaterra             |                                                             |
| V    | 1–0    | Lee Williams          | KO   | 2 (6)         | 24-10-1989 | York Hall, Londres, Inglaterra                     | Debut profesional de Hide.                                  |